# Cezary Siess
Cezary Siess, född den 15 mars 1968 i Gdańsk, Polen, är en polsk fäktare som tog OS-brons i herrarnas lagtävling i florett i samband med de olympiska fäktningstävlingarna 1992 i Barcelona.